# Raça Humana (álbum)
Raça Humana é um álbum lançado por Gilberto Gil em 1984.
Seus principais sucessos foram "Pessoa Nefasta", "Índigo Blue", "Tempo Rei" e "Vamos Fugir", esta composta em parceria com o produtor Liminha e sucesso também vinte anos depois, quando regravada pela banda mineira Skank.
Neste disco, Gil só usa guitarras elétricas, diferenciando-se de seus álbuns anteriores, quando apenas usava violões.

## Gravação
Em fevereiro de 1984, Gilberto Gil completou a gravação da trilha sonora do filme Quilombo e, então, retomou a turnê do álbum Extra. Numa pausa em abril de 1984, Gil foi com o produtor Liminha até Kingston, na Jamaica, para gravar com o grupo The Wailers, banda de apoio do cantor de reggae Bob Marley, falecido em 1981. Lá, Gil compôs as canções "Gimme Your Love", "Jamaican Sunday Morning" e "Probe", que foram gravadas com o grupo jamaicano nos estúdios da gravadora Tuff Gong, sendo umas das últimas gravações feitas ali antes de o local se tornar o atual Museu Bob Marley. Saindo da Jamaica, Gil e Liminha foram a Nova Iorque para gravar, no Record Plant Studios, os vocais de apoio de "Gimme Your Love" com três americanas indicadas ao produtor. Dessas sessões de gravação, "Gimme Your Love" foi a única que recebeu lançamento, após ter sua letra traduzida para o português e ser reintitulada como "Vamos Fugir".
Em agosto do mesmo ano, voltando de sua turnê internacional, Gilberto Gil funda, com Liminha, o estúdio Nas Nuvens, no Rio de Janeiro, e aí começa a gravação efetiva do álbum. Nas primeiras sessões, foram gravadas "Pessoa Nefasta", "Extra II - O Rock do Segurança" e "Índigo Blue"; depois, foi finalizada "Vamos Fugir" com a gravação dos vocais em português e outras adições instrumentais. Ao longo do mês de setembro, são gravadas: "Vem, Morena", "A Raça Humana", "Tempo Rei" e "A Mão da Limpeza". No fim do mês, são iniciadas "Por que Alguém Tem Inveja de Você?" e "Feliz por um Triz" - a primeira foi descartada e a segunda tomou várias sessões até ficar pronta, no início de outubro.

## Lançamento e Promoção
O álbum foi lançado na última semana de outubro de 1984. Para promovê-lo, foi iniciada uma turnê, que se iniciou em 25 de outubro com uma temporada de concertos no Canecão, no Rio de Janeiro. Em novembro, foi gravado um especial para a televisão dirigido por Roberto Nascimento e exibido pela Rede Globo no mesmo mês. A canção "Índigo Blue" foi remixada para promoção em um anúncio publicitário de calças jeans.

## Turnê
Gil se apresentou no Rock in Rio 1985 com um visual que remetia ao glitter rock, maquiado e com um topete no cabelo.
Entre as músicas executadas na turnê, estavam: "A Raça Humana", "Extra II - O Rock do Segurança", "Geleia Geral", "Extra", "Punk da Periferia", "Pessoa Nefasta", "Cérebro Eletrônico", "A Mão da Limpeza", "Aquele Abraço", "Oriente", "Eu Preciso Aprender a Só Ser", "Baião", "Vamos Fugir", "Stir It Up", "Frevo Rasgado", "Palco", "Um Banda Um" e "Feliz por um Triz", além de, ocasionalmente, "Maracatu Atômico", "Vem, Morena", "Índigo Blue", "Flora", "Chiclete com Banana" e "Não Chore Mais".

## Crítica
| Críticas profissionais | Críticas profissionais |
| Avaliações da crítica  | Avaliações da crítica  |
| Fonte                  | Avaliação              |
| ---------------------- | ---------------------- |
| Allmusic               | 4 de 5 estrelas.       |
| Robert Christgau       | B+                     |

Em críticas modernas, o álbum é louvado.
Carlos Eduardo Lima, do Monkeybuzz, considera-o "um dos mais importantes do rock nacional", porém, afirma que quedou "esquecido" em meio de tantos "grandes álbuns daquele período".
Robert Christgau, apesar de dar nota B+ para o disco, diz que "os ouvintes que não sabem português sentem uma ausência que não é dissipada pelo título universalista ou o ritmo jamaicano [de 'Vamos Fugir']".

## Faixas
LP WEA BR-36.201
| Lado A |                                  |                |         |  |
| N.º    | Título                           | Compositor(es) | Duração |  |
| 1.     | "Extra II (O Rock do Segurança)" | Gilberto Gil   | 4:34    |  |
| 2.     | "Feliz por um Triz"              | Gilberto Gil   | 4:29    |  |
| 3.     | "Pessoa Nefasta"                 | Gilberto Gil   | 5:07    |  |
| 4.     | "Tempo Rei"                      | Gilberto Gil   | 5:09    |  |

| Lado B         |                    |                          |         |  |
| N.º            | Título             | Compositor(es)           | Duração |  |
| 5.             | "Vamos Fugir"      | Gilberto Gil / Liminha   | 5:08    |  |
| 6.             | "A Mão da Limpeza" | Gilberto Gil             | 3:27    |  |
| 7.             | "Índigo Blue"      | Gilberto Gil             | 4:45    |  |
| 8.             | "Vem Morena"       | Luiz Gonzaga / Zé Dantas | 4:11    |  |
| 9.             | "A Raça Humana"    | Gilberto Gil             | 4:27    |  |
| Duração total: | Duração total:     | Duração total:           | 41:17   |  |

| Versão em CD e download digital, com faixas bônus (2005) |                                  |                          |         |  |
| N.º                                                      | Título                           | Compositor(es)           | Duração |  |
| 1.                                                       | "Extra II (O Rock do Segurança)" | Gilberto Gil             | 4:35    |  |
| 2.                                                       | "Feliz por um Triz"              | Gilberto Gil             | 4:28    |  |
| 3.                                                       | "Pessoa Nefasta"                 | Gilberto Gil             | 5:10    |  |
| 4.                                                       | "Tempo Rei"                      | Gilberto Gil             | 5:09    |  |
| 5.                                                       | "Vamos Fugir"                    | Gilberto Gil / Liminha   | 4:49    |  |
| 6.                                                       | "A Mão da Limpeza"               | Gilberto Gil             | 3:29    |  |
| 7.                                                       | "Índigo Blue"                    | Gilberto Gil             | 4:46    |  |
| 8.                                                       | "Vem Morena"                     | Luiz Gonzaga / Zé Dantas | 4:13    |  |
| 9.                                                       | "A Raça Humana"                  | Gilberto Gil             | 4:29    |  |
| 10.                                                      | "Gimme Your Love"                | Gilberto Gil / Liminha   | 5:07    |  |
| 11.                                                      | "Vamos Fugir" (Instrumental)     | Gilberto Gil / Liminha   | 5:07    |  |
| 12.                                                      | "Pessoa Nefasta" (Instrumental)  | Gilberto Gil             | 5:26    |  |
| 13.                                                      | "Pessoa Nefasta" (Remix)         | Gilberto Gil             | 5:26    |  |
| Duração total:                                           | Duração total:                   | Duração total:           | 62:14   |  |

## Ficha Técnica
Fonte: 
| Equipe Kingston - The Wailers: - Aston Barrett — baixo elétrico (5, 10, 11) - Carlton Barrett — bateria (5, 10, 11) - Earl Lindo — piano (5, 10, 11) - Earl Smith — guitarra solo (5, 10, 11) - Stephen Stewart — órgão (5, 10, 11) - Lloyd Willis — guitarra base (5, 10, 11) - David Madden — trompete (5, 10, 11) - Glen Dacosta — sax tenor (5, 10, 11) - Calvin Cameron — trombone (5, 10, 11) - Ras Michael — tímpano (5, 10, 11) - Engenheiro de gravação: Oswald Palmer - Assistente de engenharia: Chris Lewis - Engenheiro de manutenção: Chaio - Assistente de coordenação: Dahlia Lyons Equipe Nova Iorque - Clarice Taylor — vocal de apoio (5, 10) - Shekinal Perkins — vocal de apoio (5, 10) - Amina Claudine Myers — vocal de apoio (5, 10) - Engenheiro de gravação: Tom Swift - Assistentes de gravação: Carol Caliero - Coordenação: Roy Cicalla, Felipe Neiva, Flora Giordano | Equipe Rio de Janeiro - Gilberto Gil — vocal principal (todas as faixas), guitarra elétrica (1, 2, 3, 4, 6, 7, 8, 9, 12, 13), vocal de apoio (2) - Liminha — baixo elétrico (1, 2, 3, 4, 7, 9, 12, 13), teclados (1, 3, 4, 7, 12, 13), programação de DMX (1, 3, 7, 12, 13), guitarra (1, 2, 4, 6, 9), guitarra solo (5, 8, 10, 11), vocal de apoio (2), percussão (3, 12, 13), sequenciador (7), efeitos sonoros (9) - Rubens Sabino — baixo elétrico (6, 8) - Arthur Maia — baixo solo (8) - Celso Fonseca — guitarra (8), guitarra solo (2, 7), vocal de apoio (2) - Jorjão Barreto — teclados (1, 5, 6, 9, 10, 11), teclados solo (7, 8) - Gerson Santos — teclados (5, 8, 10, 11), efeitos de percussão (9) - Armando Marçal — percussão (4, 6) - Teo Lima — bateria (1, 3, 4, 7, 8, 12, 13) e percussão (3, 8, 12, 13) - Pedro Gil — bateria (2, 9), vocal de apoio (2) - Zé Luiz — saxofone (1, 2, 3, 12, 13), saxofone solo (5, 10, 11) - Léo Gandelman — saxofone (2) - Waly Salomão — vocal de apoio (2) - Ritchie — vocal de apoio (4) - Paulinho Soledade — vocal de apoio (7) - Ana — vocal de apoio (7) - Miriam — vocal de apoio (7) - Arranjos: Gilberto Gil e Liminha, com a colaboração dos músicos que participaram nas respectivas faixas - Engenheiro de gravação: Vitor Farias, Chico Neves e Ricardo Garcia - Mixagem e Montagem: Vitor Farias e Liminha - Chinfras eletrônicas: Ricardo Garcia - Corte: Américo (Polygram) |